# Lena Waithe
Lena Waithe, född 17 maj 1984 i Chicago, är en amerikansk skådespelare, producent och manusförfattare.
Waithe är bland annat medförfattare till komediserien Master of None (2015–2017) som hon även spelar en roll i. För manusarbetet tilldelades hon en Emmy Award tillsammans med Aziz Ansari i kategorin Bästa manus till en komediserie vid Emmygalan 2017. Hon blev därmed den första svarta kvinnan någonsin som tilldelats pris i kategorin. Avsnittet som de vann för, "Thanksgiving", bygger på Waithes egna erfarenheter av att komma ut som lesbisk.
Waithe är även skapare av dramaserien The Chi som hade premiär i januari 2018 på Showtime.

## Filmografi i urval
- 2014 – Dear White People, producent
- 2014 – Transparent (TV-serie), skådespelare
- 2014 – The Comeback (TV-serie), skådespelare
- 2014–2015 – Bones (TV-serie), manusförfattare
- 2015–2017 – Master of None (TV-serie), skådespelare och manusförfattare
- 2018 – Ready Player One, skådespelare
- 2018 – The Chi (TV-serie), skapare, manusförfattare
- 2018 – This Is Us (TV-serie), skådespelare
- 2018 – Dear White People (TV-serie), skådespelare
- 2019 – Queen & Slim, manusförfattare